# ديلتور أوبرومولا
ديلتور فلاديمير أروجو أوبرومولّا (13 نيسان 1934، ساو باولو – 15 كانون الأول 2004، باورو) طبيب وإخصائي جلد برازيلي، لقي تقديرا لعمله طوال حياته مع مرضى الجذام وأبحاث الجذام، وقد قام أوبرومولّا بجميع أعماله في معهد لورو دي سوزا ليما في باورو وساو باولو، وهو مستشفى تابع لمنظمة الصحة العالمية لأمراض الجلد.
كما درّس أوبرومولّا طب الأمراض الجلدية والجذام لأطباء وممرضين وغيرهم من العاملين في المجال الصحي. ومن ناحية أخرى كان أول من أدخل الريفاميسن في علاج الجذام عام 1963. عانى أوبرومولّا من سرطان المعدة طوال عام 2004 وتوفي في 15 كانون الأول عام 2004.